# Hyperloop Transportation Technologies
Hyperloop Transportation Technologies, también conocida como HyperloopTT, es una empresa estadounidense que investiga el desarrollo del sistema de transporte de alta velocidad Hyperloop.
Es la primera empresa que se constituyó para desarrollar este sistema y se basa en la colaboración colectiva.
El Hyperloop podría transportar personas y mercancías utilizando un tubo al vacío, que tendría una velocidad máxima de 1.300 km/h y dispondría de una capacidad de 15 millones de pasajeros al año.

## Historia
En agosto de 2013 Elon Musk publicó el documento "Hyperloop Alpha" con la propuesta de un sistema revolucionario de transporte. Dirk Ahlborn (actual presidente) y Bibop Gresta estudiaron la propuesta y pocas semanas después fundaron Hyperloop Transportation Technologies, la primera compañía dedicada a investigar y desarrollar esta nueva tecnología. 
HyperloopTT nació en una plataforma de micromecenazgo y se constituyó como empresa de economía colaborativa. Desde entonces, la compañía ha reunido a un amplio equipo de ingenieros y otros profesionales que trabajan en colaboración con más de un centenar de instituciones, entre universidades, centros de investigación, gobiernos, empresas y otras entidades. Los colaboradores trabajan a cambio de opciones sobre acciones de la compañía. Actualmente colaboran con HyperloopTT 800 personas en más de 50 países de todo el mundo.
La investigación de los colaboradores de HyperloopTT ha fructificado en el desarrollo de nuevas tecnologías de transporte y audiovisuales y de un nuevo material. Algunos de las innovaciones se presentan en el apartado "Tecnologías desarrolladas" de esta misma página.
HyperloppTT tiene previsto construir, además de los hyperloops interurbanos, también otros urbanos, de menor velocidad.
En 2016 HyperloopTT obtuvo 108 millones de dólares: 31,8 millones de dólares en dinero y unas aportaciones no dinerarias valoradas en 77 millones de dólares: horas de trabajo no remunerado, servicios recibidos, derechos de uso de tierras o inversiones futuras en especie.
La empresa ha desarrollado una docena de proyectos en Estados Unidos, varios países de Europa, Emiratos Árabes Unidos, China, Corea del Sur, India e Indonesia.
Ha publicado diversos estudios de viabilidad satisfactorios y algunos proyectos se encuentran en fase de ejecución. Los proyectos principales son el centro de investigación y pruebas de Toulouse, la red Hyperloop de los Grandes Lagos de Estados Unidos, la red de Emiratos Árabes Unidos y el puerto de Hamburgo.

## Tecnología desarrollada
Algunas de las innovaciones de HyperloopTT para este nuevo sistema de transporte son las siguientes:

### Cápsula Hyperloop
HyperloopTT diseñó la primera cápsula Hyperloop a escala real del mundo, llamada Quintero One, en 2018. Ganadora de un premio de oro en los London Design Awards 2017, la cápsula de 32 metros de largo fue diseñada en colaboración con la consultora de ingeniería de transporte PriestmanGoode y construida por el fabricante aeroespacial español Airtificial.
La cápsula está “casi completamente” construida con Vibranium™, un material compuesto que ha desarrollado HyperloopTT.

### Levitación magnética pasiva Inductrack™
HyperloopTT logra la levitación utilizando una tecnología de levitación magnética pasiva conocida como Inductrack™, con licencia exclusiva del Laboratorio Nacional Lawrence Livermore. Desarrollado por el fallecido físico Richard Post, Inductrack™ es significativamente más eficiente que las tecnologías tradicionales de levitación magnética.

### Ventanas de realidad aumentada
En el festival audiovisual South by Southwest de 2016, HyperloopTT presentó su concepto de ventana de realidad aumentada que permite a los pasajeros de la cápsula ver en grandes pantallas el paisaje exterior y otras informaciones.
Las 'ventanas de realidad aumentada' detectan el movimiento del pasajero y crean la sensación de mirar por una ventana real. Las pantallas son interactivas: ofrecen a los viajeros la posibilidad de elegir el contenido que quieren ver, incluidos escenarios del mundo real, retransmisiones en vivo, medios de comunicación, información del viaje, entre otros. La tecnología se ha desarrollado en asociación con Re'Flekt.

### Vibranio
En 2016, Hyperloop Transportation Technologies desarrolló un material compuesto inteligente llamado en inglés Vibranium™, material ligero de fibra de carbono para las cápsulas Hyperloop que proporciona a los pasajeros una doble protección contra daños en el exterior. La compañía señala que el Vibranio es 8 veces más ligero que el aluminio y 10 veces más fuerte que las alternativas de acero. Este nuevo material cuenta con sensores integrados que registran y transmiten de forma inalámbrica e instantánea toda la información necesaria para supervisar la cápsula: temperatura, estabilidad, integridad y otros indicadores.

## Proyectos

#### Proyectos en desarrollo
HyperloopTT desarrolla o diseña actualmente cuatro prototipos:
- Toulouse, Francia. En 2017, HyperloopTT firmó un acuerdo con la ciudad de Toulouse, Francia, para abrir un centro de investigación  y desarrollo,[15] y un tramo de pruebas en el Aeropuerto Toulouse-Francazal, en el corazón del área conocida como Aeroespace Valley.[16][17] La construcción del tramo de pruebas finalizó en marzo de 2019 y se encuentra een proceso de optimización. La infraestructura tiene una extensión de 320 metros y un diámetro de 4 metros: se trata del primer prototipo del mundo del sistema Hyperloop construido a escala real y en funcionamiento.[18][19]
- Región de los Grandes Lagos de Estados Unidos,[20] con los socios gubernamentales Northeast Ohio Areawide Coordinating Agency (NOACA) y la empresa de planificación de transporte Transportation Economics and Management Systems, Inc. (TEMS).  En el proyecto participan con HyperloopTT más de 80 entidades como administraciones públicas, universidades y centros de investigación, empresas e instituciones de la sociedad civil.  El borrador final del estudio de viabilidad del Hyperloop de los Grandes Lagos Archivado el 8 de agosto de 2020 en Wayback Machine.[21][22] se publicó en diciembre de 2019. Incluye los trayectos:
  - Chicago - Cleveland + Cleveland - Pittsburg
- Abu Dhabi, Emiratos Árabes Unidos. En noviembre de 2016, HyperloopTT firmó un acuerdo con el Departamento de Asuntos Municipales y Transporte de Abu Dhabi para realizar un estudio de viabilidad para un sistema de Hyperloop que conecta las ciudades de Abu Dhabi y Al Ain. En 2017, HyperloopTT y la Oficina de Su Alteza el Jeque Falah Bin Zayed Al Nahyan firmaron un acuerdo de asociación estratégica que acelera el desarrollo del sistema para crear una infraestructura en línea con el proyecto de transformación de la ciudad: Abu Dhabi 2030.[23]
  - Trayecto Abu Dhabi - Al Ain, el estudio de viabilidad finalizó y se ha publicado.
  - Trayecto Abu Dhabi - Dubái: En 2018, HyperloopTT y Aldar Properties firmaron un acuerdo para desarrollar la primera sección de 10 kilómetros de un sistema entre Abu Dhabi y Dubái.[24] Está previsto que el sistema se encuentre operativo al finalizar el año 2023.[25]

- Hamburgo, Alemania. El operador líder del puerto de la ciudad, Hamburger Hafen und Logistik (HHLA), firmó un acuerdo con HyperloopTT en 2018 para aplicar su tecnología e innovación en el sector del transporte marítimo. HHLA y HyperloopTT tienen previsto desarrollar una solución totalmente automatizada para aliviar la congestión del puerto.[26][27][28]

#### Otros estudios de viabilidad
HyperloopTT ha realizado o se encuentra realizando otros estudios de viabilidad:
- India: Trayecto Amaravati - Vijaywada, en el estado de Andhra Pradesh. El estudio previo de viabilidad ha finalizado con éxito.
- Eslovaquia: estudios con el Gobierno de Eslovaquia para los trayectos: 
  - Viena - Bratislava,
  - Bratislava - Budapest,
  - Brno - Bratislava, con vistas a conectar también con Praga
- Corea del Sur: HyperloopTT investiga con el Instituto Coreano de Ingeniería Civil y Tecnología de la Construcción (KICT) y con la Universidad de Hanyang para desarrollar conjuntamente un sistema de Hyperloop a gran escala llamado HyperTube Express (HTX).

- Indonesia: El plan de viabilidad para un proyecto en Yakarta se encuentra en estudio.
- Ucrania: HyperloopTT estudia con el Ministerio de Infraestructuras del país un plan de viabilidad para un proyecto en Kiev, así como un marco legal.
- China: HyperloppTT proyecta con la autoridad pública de transporte y turismo un primer tramo de transporte comercial, de 10 kilómetros, en Tongren.

## Acuerdos
HyperloopTT ha firmado acuerdos estratégicos a lo largo de los años con más de un centenar de empresas, universidades, gobiernos y otras instituciones. 
En el proyecto de los Grandes Lagos de Estados Unidos, por ejemplo, el proyecto cuenta con más de 80 convenios de colaboración, con entidades como:
- Departamento de Transporte
- Administración Federal de Aviación
- Administración Federal de Ferrocarriles
- Ayuntamientos de Akron, Chicago, Cleveland, Pittsburgh
- Greater Akron Chamber
- Ohio Aerospace & Aviation Technology Committee
- Wright State Research Institute
- NEO Sustainable Communities Consortium
- America Makes
- Carnegie Mellon University
- Great Lakes Science Center
- Ken State University
- Neil Armstrong Chair in Aerospace Policy
- Ohio Aerospace Institute
- University of Illinois Chicago